# ژان-لوک ۹۵۳۱
سیارک ۹۵۳۱ (به انگلیسی: 9531 Jean-Luc، نامگذاری:1981QK) نه هزار و پانصد و سی و یکمین سیارک کشف شده‌است که در ۳۰ اوت ۱۹۸۱ کشف شد.
قدر مطلق سیارک برابر ۱۳٫۹۰ است.